# وی۴۱۵ شاه‌تخته
وی۴۱۵ شاه‌تخته یک ستاره است که در صورت فلکی شاه‌تخته قرار دارد.